# Пентафторид-оксид осмия(VII)
Пентафторид-оксид осмия(VII) — неорганическое соединение,
оксофторид осмия
с формулой OsOF5,
изумрудно-зелёные кристаллы.

## Получение
- Фторирование диоксид осмия:

{\displaystyle {\mathsf {2OsO_{2}+5F_{2}\ {\xrightarrow {200^{o}C}}\ 2OsOF_{5}+O_{2}}}}

## Физические свойства
Пентафторид-оксид осмия(VII) образует изумрудно-зелёные парамагнитные кристаллы
ромбической сингонии,
пространственная группа P na21,
параметры ячейки a = 0,92344 нм, b = 0,4929 нм, c = 0,84825 нм, Z = 4
.
По другим данным
пространственная группа P nma,
параметры ячейки a = 0,9540 нм, b = 0,8669 нм, c = 0,5019 нм, Z = 4
.
При температуре 32,5°С происходит переход в фазу
кубической сингонии,
параметры ячейки a = 0,614 нм
.